# Обери (Калифорнија)
Обери (енгл. Auberry) насељено је место без административног статуса у америчкој савезној држави Калифорнија.

## Демографија
По попису из 2010. године број становника је 2.369, што је 316 (15,4%) становника више него 2000. године.
| Група             | 2000.         | 2010.         |
| Белци             | 1.720 (83,8%) | 1.857 (78,4%) |
| Афроамериканци    | 9 (0,4%)      | 10 (0,4%)     |
| Азијати           | 15 (0,7%)     | 24 (1,0%)     |
| Хиспаноамериканци | 175 (8,5%)    | 309 (13,0%)   |
| Укупно            | 2.053         | 2.369         |